# Афганска хрътка
Афганската хрътка е вид ловно куче (хрътка) и е една от най-древните породи кучета. Родината на тази изключително красива и интересна порода е Афганистан като за първи път е пренесена на Запад в края на 19 век от английски офицери, които служат на индийско-афганистанската граница.
Афганската хрътка има дълга гъста коприненоподобна козина, покриваща цялото тяло и особено долните крайници, саблевидно завита опашка и големи провиснали уши. Обикновено цветът на козината е бял до златист с различни оттенъци, а муцуната винаги е тъмна.
Височината ѝ е 70 см. Според легендата, това е породата кучета, които Ной взима със себе си в ковчега.